# Trentepohlia walshiana
Trentepohlia walshiana är en tvåvingeart som beskrevs av Alexander 1936. Trentepohlia walshiana ingår i släktet Trentepohlia och familjen småharkrankar. Inga underarter finns listade i Catalogue of Life.